# Troxochrota scabra
Genre
Espèce
Synonymes
- Cnephalocotes pectinatus Tullgren, 1955

Troxochrota scabra, unique représentant du genre Troxochrota, est une espèce d'araignées aranéomorphes de la famille des Linyphiidae.

## Distribution
Cette espèce se rencontre en Scandinavie, en Estonie, en Russie, en Roumanie, en Suisse et en Allemagne.

## Description
Le mâle mesure 1,5 mm et la femelle 1,7 mm.

## Systématique et taxinomie
Cette espèce a été décrite par Kulczyński en 1894.
Cnephalocotes pectinatus a été placée en synonymie par Lehtinen, Koponen et Saaristo en 1979.
Ce genre a été décrit par Kulczyński en 1894.

## Publication originale
- Chyzer & Kulczyński, 1894 : Araneae Hungariae. Budapest, vol. 2, p. 1-151.